# Sitok Srengenge
Sitok Srengenge (ur. 22 sierpnia 1965 w Dorolegi) – indonezyjski poeta. Jest także autorem powieści i esejów.
Studiował na Wydziale Języka i Literatury Indonezyjskiej uczelni Institut Keguruan dan Ilmu Pendidikan Jakarta.
Jego dorobek obejmuje antologie poezji: Persetubuhan Liar (1992), Nonsens (2000), On Nothing (2005) oraz powieść Menggarami Burung Terbang (2004).
W 1999 r. magazyn „Asiaweek” określił go jako najlepszego indonezyjskiego poetę młodego pokolenia.
Do utworów poety stworzono szereg kompozycji muzycznych w różnych gatunkach. Na kanwie jego poezji zostały wydane m.in. albumy Singing Srengenge (Jan Cornall), Gedicht Gezogen (Denise Jannah), Semesta Cinta (Dian HP). Jego twórczość została przełożona na szereg języków obcych.